# Neomochtherus granitis
Neomochtherus granitis är en tvåvingeart som beskrevs av Tsacas 1963. Neomochtherus granitis ingår i släktet Neomochtherus och familjen rovflugor. Inga underarter finns listade i Catalogue of Life.